# BNXT Supercup 2021
De wedstrijd om de BNXT Supercup op 11 september 2021 was de eerste editie van de Supercup in het gecombineerde Belgisch–Nederlandse basketbal. De landskampioen uit België, BC Oostende, nam het op tegen de landskampioen uit Nederland, Zorg en Zekerheid Leiden. BC Oostende won voor het eerst de Supercup door de wedstrijd met 90–68 te winnen.

## Wedstrijd
| 11 september 2021 20.00 Finale BNXT Supercup | Zorg en Zekerheid Leiden                                                               | 69–90   | BC Oostende                                                                  | Maaspoort Den Bosch, 's-Hertogenbosch                                                                                      |  |
| 11 september 2021 20.00 Finale BNXT Supercup | Jhonathan Dunn (22) Asbjorn Midtgaard (8) Arunas Mikalauskas (5) en Marijn Ververs (5) | Verslag | Levi Randolph (16) Servaas Buysschaert (5) Keye Van Der Vuurst De Vries (13) | Kwartstanden: 18–25, 21–23, 15–27, 14–15 Toeschouwers: 2.000 Scheidsrechters: A. van Bochove, B. van Slooten en M. Shouman |  |
| 11 september 2021 20.00 Finale BNXT Supercup |                                                                                        |         |                                                                              | |  |
|                                              |                                                                                        |         |                                                                              | |  |

| Supercup 2021            |
| ------------------------ |
| BC Oostende Eerste titel |